# Saint-Laurent-de-Neste

Saint-Laurent-de-Neste este o comună în departamentul Hautes-Pyrénées din sudul Franței. În 2009 avea o populație de 920 de locuitori.

## Evoluția populației
| An        | 1975 | 1982 | 1990 | 1999 | 2006 | 2009 |
| --------- | ---- | ---- | ---- | ---- | ---- | ---- |
| Populație | 930  | 954  | 912  | 839  | 880  | 920  |